# Valerius Maximus
Valerius Maximus var en romersk författare under första århundradet efter vår tideräkning. Hans enda kända verk är Facta et dicta memorabilia, en moraliserande anekdotsamling i nio böcker.
Inte mycket är känt om Valerius Maximus liv, annat än det som framkommer av hans böcker. Han följde med Sextus Pompejus (konsul år 14) när denne reste till Asien, och Pompejus tros ha varit hans mecenat. Sitt verk dedikerade han till kejsar Tiberius.
Varje bok i Facta et dicta memorabilia behandlar ett antal företeelser med olika rubriker. Första boken behandlar religiös rit, den andra samhälleliga institutioner, och den tredje till sjätte dygder. Den sjunde verkar inte ha något överhängande tema. Exemplen som tas upp i böckerna är uppdelade i romerska och utländska. Maximus använde använde Cicero, Livius, Sallustius, Pompejus Trogus och även Nepos som källor. Hans verk anses inte ha särskilt stort litterärt värde, även om det bevarat många historiska uppgifter som annars skulle gått förlorade.